# Pulegon
Pulegon, C10H16O, är en naturligt förekommande organisk förening som erhållits från eteriska oljor hos flera olika växter såsom kattmynta, pepparmynta och vinruta. Det är klassificerad som en monoterpen.

## Egenskaper
Pulegon är en klar färglös oljig vätska och har en behaglig lukt som påminner om mynta, pepparmint och kamfer. Den är olöslig i vatten men blandbar med etanol, eter och kloroform.

## Användning
Pulegon används för syntes av mentol samt i smakämnen, i parfymer och inom aromaterapi.

## Toxikologi
Det rapporteras att substansen är giftig för råttor om en stor mängd intas.  Asekun et al., fann att det kemiska innehållet i gråmynta minskades genom behandling vid höga temperaturer, vilket tyder på att örten bör vara ugnstorkad eller genomkokt före konsumtion.
Pulegon är också ett insektsmedel, den mest kraftfulla av tre insekticider som förekommer naturligt i många mintarter.